# That's Not My Name
Singles de The Ting Tings
Great DJ
(2008) Shut Up and Let Me Go
(2008)
Pistes de We Started Nothing
Great DJ Fruit Machine
Singles de The Ting Tings
Fruit Machine
(2008)
Pistes de We Started Nothing
That's Not My Name
That's Not My Name est le deuxième single du groupe anglais d'indie pop The Ting Tings pour leur premier album studio We Started Nothing. La chanson est à l'origine sortie en double face A avec Great DJ chez le label independant Switchflicker le 28 mai 2007. Après une lourde promotion et un appui de la BBC Radio 1 et du NME, le single est resorti individuellement le 12 mai 2008 chez Columbia Records.
That's Not My Name devient numéro 1 au UK Singles Chart le 18 mai 2008, rentrant dans la concurrence contre des personnes bien établies comme Rihanna, Madonna et will.i.am. La semaine suivante, cependant, le singles est remplacé par le single de Rihanna Take a Bow à la première place.
Dizzee Rascal a exécuté une version de cette chanson dans le Live Lounge sur BBC Radio 1.

## Les critiques
Le single est reçu favorablement par les magazines de critique quand le single est ressorti, le NME le décrit comme un no-flab electro-pop nugget(« Une pépite sans graisse superflue electro-pop »), pendant que le magazine Q le décrit comme a snatch of Hey Mickey-style handclaps and a gobbily staccato vocal, stitched together to fashion a groove that’s as instant and familiar. (« Un fragment style de Hey Mickey à la batterie et un gobbily hors circuit au chant, assemblé pour modeler un groove instantané et familier[pas clair] »), Digital Spy a comparé le single à une well-shaken can of cola (« Cannette de Coca bien secouée ») et ajoute [the track is] brimming with sticky, yummy, fizzy goodness. (« [Ce morceau] est rempli avec une bonté collante, délicieuse, pétillante »).

## Clip vidéo
La chanson a trois clips vidéos différents. Dans le premier figure Jules et Katie sur un fond blanc interprétant la chanson, en alternant les scènes de Katie avec des fonds bleu and rose. Ce clip a été utilisé pour promouvoir la chanson et l'album à leur sorti en 2007. Columbia produit un clip de 2008, avec deux différentes versions. L'autre clip montre également le groupe interprétant la chanson mais avec plus d'équipement et d'effets lumineux derrière, alternant aussi avec de gros plans faciaux de Katie. La vidéo est diffusée par MTV. Un autre clip a été tourné mais cette fois pour une version acoustique de la chanson.

## Pistes
That's Not My Name/Great DJ vinyle (2007, Switchflicker)
1. That's Not My Name - 3:43
2. Great DJ - 3:23

That's Not My Name CD #1 (2008, Columbia)
1. That's Not My Name - 5:11
2. That's My Name?

That's Not My Name CD #2 (2008, Columbia)
1. That's Not My Name - 5:11
2. That's Not My Name [Soul Seekerz radio mix] - 3:23

That's Not My Name digital single (2008, Columbia)
1. That's Not My Name - 5:13
2. That's Not My Name [Soul Seekerz radio mix] - 3:24
3. TNMN Your Mix - 5:08

That's Not My Name digital EP (2008, Columbia)
1. That's Not My Name - 5:13
2. That's Not My Name [Soul Seekerz radio mix] - 3:23
3. TNMN Your Mix - 5:05
4. That's Not My Name [live à The Mill] - 5:26

## Classement
Le single est entré au UK Singles Chart à la première place le 18 mai 2008, mettant fin au règne de quatre semaines au sommet de Madonna et de Justin Timberlake. La semaine suivante, il glisse numéro deux après que la chanson Take a Bow de Rihanna se hisse numéro un. En Irlande, il atteint la deuxième place.
Classement par pays
| Chart (2008)                       | Meilleure Position |
| ---------------------------------- | ------------------ |
| Billboard European Hot 100 Singles | 7                  |
| Chart chilien                      | 91                 |
| Croatie (International Singles)    | 10                 |
| Croate (Airplay)                   | 1                  |
| Europe                             | 15                 |
| Allemagne                          | 42                 |
| Ireland                            | 2                  |
| Nouvelle-Zélande                   | 16                 |
| Roumanie                           | 92                 |
| United Kingdom (Singles)           | 1                  |
| United Kingdom (Téléchargement)    | 1                  |

## Utilisation dans d'autres œuvres
La chanson est utilisée dans la musique des films : La Famille Bélier (2014), Rock'n Roll (2017) et On sourit pour la photo (2022).